# Calliactis
Calliactis is een geslacht van zeeanemonen uit de familie van de Hormathiidae.

## Soorten
- Calliactis algoaensis Carlgren, 1938
- Calliactis androgyna Riemann-Zurneck, 1975
- Calliactis annulata Carlgren, 1922
- Calliactis argentacolorata Pei, 1996
- Calliactis argentacoloratus Pei, 1996
- Calliactis armillatas Verrill, 1928
- Calliactis brevicornis (Studer, 1879)
- Calliactis conchiola Parry, 1952
- Calliactis japonica Carlgren, 1928
- Calliactis marmorata Studer, 1879
- Calliactis parasitica (Couch, 1838)
- Calliactis polypores Pei, 1996
- Calliactis polypus Forsskål, 1775
- Calliactis reticulata Stephenson, 1918
- Calliactis sinensis (Verrill, 1870)
- Calliactis tricolor (Lesueur, 1817)
- Calliactis valdiviae Carlgren, 1938
- Calliactis variegata Verrill, 1869
- Calliactis xishaensis Pei, 1996